# 超級歌喉讚
《超級歌喉讚》是中國電視公司（中視）歌唱競賽節目，王偉忠、詹仁雄、汪雅筑率領金星娛樂製作，劉敏宏（阿咪）率領阿咪大樂隊伴奏，2013年3月30日至2014年5月24日每個星期六晚上10點時在中視主頻道首播，第一任主持人為庾澄慶，第二任（末任）主持人為康康和黃嘉千。2013年6月8日起，中視HD台開始同步首播。2013年7月26日，正式獲得統一企業旗下飲料品牌「純喫茶」冠名贊助一個月，更名為《純喫茶超級歌喉讚》，成為中視第一個冠名節目。節目後期調整為團隊PK形式，播至2014年5月24日，因合約到期而結束。

## 賽制規則
超級歌喉讚以不限年齡、國籍，並開放徵選的方式，募集挑戰者，每集安排關主進行對戰，現場邀請數十位音樂節目DJ擔任固定評審投票決定分數；節目為個人與個人對戰的賽程制（挑戰者與關主皆可闖關），闖關成功可選擇獎金或繼續挑戰，連闖六關，可獲得高額獎金（節目初期提供獎金或發行單曲的機會）。節目開播後，挑戰者紀乃菡發行首張EP、「小郭金發」之稱的粟紹洋獲得獎金十萬元整，並使得洪便當、石鳳凱引起關注。

## 主持人

### 第一任主持人
- 2013年3月30日－2013年10月5日：庾澄慶

### 第二任主持人
- 2013年11月2日－2014年5月24日：康康、黃嘉千

## 播出時間
| 頻道                 | 時段                               |
| -------------------- | ---------------------------------- |
| 中視數位台、中視HD台 | 星期六 22:15~24:15                 |
| 中天綜合台           | 星期六 16:00~18:00（播出上週內容） |
| 新传媒U频道          | 星期六 19:00~20:30                 |

## 正規比賽

### 每集挑戰者
- 第一集：哈遠儀、鍾佩樺、林祥裕、林少緯、康峻維、林宗興
- 第二集：何紫妍、李大年、劉行格、黃育信、林少緯、張元
- 第三集：洪便當、蔡佩芙、嚴文康、曾健裕、蔡方寧、邊品憲
- 第四集：洪便當、邊品憲、今子嫣、蔡佩芙、呂曉清、蘇姳云
- 第五集：劉哲宇、洪便當、邊品憲、陳韻安、陳姵諭、蕭慧靈
- 第六集：洪便當、劉哲宇、許晴媄、黃荻鈞、彭筱瞳、馬俊麟
- 第七集：洪便當、劉哲宇、彭筱瞳、黃聖文、杭士琁、洪便當
- 第八集：唐從聖、洪便當、黃詩玲、黃聖婷、谷口侑以、許仲文
- 第九集：沈瑋琦、詹富翔、婉倩、谷口侑以、獵戶座、陳偉民
- 第十集：李沛瑾、詹富翔、紀乃菡、何氏秋水、呂薔、林洋德
- 第十一集：紀乃菡、呂薔、盧棋、璩美鳳、王喬尹、黃宥傑
- 第十二集：常新愚、紀乃菡、洪國豪、呂薔、溫雅君、吳是閎
- 第十三集：紀乃菡、常新愚、廖君旻、吳孝維、張淨雲、范文綾
- 第十四集：嚴藝丹、紀乃菡、廖君旻、葉文豪、孫婕、曹景豪、盧冠霖
- 第十五集：蕭博銓、紀乃菡、劉宗炫、趙曼、陳潁宜、江美琪
- 第十六集：陳汶妮、李杰儒、蔣佩伽、林小燕、吳鑑庭、蔡子萱
- 第十七集：林小燕、陳汶妮、蔡子萱、吳鑑庭、吳承璟
- 第十八集：陳汶妮、徐俊傑、羅開潔、吳鑑庭、林修明
- 第十九集：Juile、陳汶妮、曾治豪、鍾淑霞、吳鑑庭
- 第二十集：林秀琴、張峰奇、馬瑩姍、洪麒豐、陳品涵
- 第二十一集：徐國樑、馬瑩珊、黃翊展、林語薇、全悅
- 第二十二集：黃依琳、馬瑩珊、曾維梃、哈孝遠、一綾
- 第二十三集：吳盈靜、馬瑩珊、黃捷、高淑珍、塩川美那
- 第二十四集：蕭采寧、林政緯、黃立安、鄭雙雙、黎謙、王萊
- 第二十五集：古盛傑、劉宴如、蘇佩莉、林政緯、劉季龍、林芯儀
- 第二十六集：胡采書、朱萬花、林仲一、張祖誠、張瑋、廖慶璇
- 第二十七集：楊芸晴、池安琪、林仲一、朱萬花、陳章健
- 第二十八集：陳章健、洪新智、游孟哲、李威漢、謝正男
- 第二十九集：伍浩哲、曾淑勤、邵大倫、金智娟、徐哲緯、汪佩蓉
- 第三十集：盧裕升、張傑明、蔡昀芯、洪新智、王小丹
- 第三十一集：翁于雯、吳慶弘、何亦弘、尹璟迅、林偉敏
- 第三十二集：吳帆萱、韓卓軒、何亦弘、林明賜、楊力燁
- 第三十三集：王怡婷、吳亦偉、孫顯同、郭惟晨、潘冠廷
- 第三十四集：王得美、葉哲誠、吳亦偉、簡亞聖、蕭名棻
- 第三十五集：吳昱捷、吳亦偉、石鳳凱、何香君、林仲一
- 第三十六集：粟紹洋、吳亦偉、石鳳凱、吳盈靜、陳志杰
- 第三十七集：粟紹洋、林殷如、何勇威、石鳳凱、陳志杰
- 第三十八集：粟紹洋、甘永恩、林殷如、石鳳凱、蕭旭軒
- 第三十九集：粟紹洋、林智賢、鄭力銓、石鳳凱、蘇庭緯
- 第四十集：粟紹洋、鄭力銓、石鳳凱、司安迪、周惠珊
- 第四十一集：周惠珊、粟紹洋、石鳳凱、司安迪、鄭力銓
- 第四十二集：鄭力銓、田淵硯、黃建東、石鳳凱、周惠珊
- 第四十三集：周惠珊、黃建東、石鳳凱、鄭力銓、言野
- 第四十四集：周惠珊、黃建東、石鳳凱、陳立維、鄭力銓
- 第四十五集：陳立維、王仲強、石鳳凱、哈尼噶照、鄭力銓
- 第四十六集：王仲強、哈尼噶照、曾仲瑋、王楣、鄭力銓
- 第四十七集：安伯政、謝宜君、丁衣凡、林鴻鳴、民雄
- 第四十八集：張玉霞、臧一人、徐哲緯、阿爆、卓義峯
- 第四十九集：于冠華、符瓊音、張心傑、吳佩珊、唐儷
- 第五十集：圓圓、杜牧、林宗興、張祖誠、謝俊奇
- 第五十一集：吳申梅、曾治豪、吳亦帆、林宜融、阿BEN
- 第五十二集：張魁、楊哲、阿吉仔、貝兒、Julie
- 第五十七集：陳隨意、陳佩潔、吳勇濱
- 第五十九集：張政雄、謝宜君、林芯儀、林吟蔚、陳威全

### 每集關主
- 第一集：蕭煌奇、黃小琥、張克帆、姚可傑、張智成、李佳薇
- 第二集：關詩敏、動力火車、蕭煌奇、陳盈潔、張智成、吳亦帆
- 第三集：朱俐靜、陳勢安、林育羣、卓義峯、鄭進一、小鐘
- 第四集：符瓊音、曾淑勤、蔡閨、林芯儀、卓義峯、金智娟
- 第五集：張秀卿、TANK、張心傑、徐佳瑩、楊蒨時、王中平
- 第六集：張秀卿、眭澔平、林俊逸、朱海君、TANK、艾成
- 第七集：高慧君、阿吉仔、民雄、張玉霞、張心傑、蕭敬騰
- 第八集：No Name、江得勝、錦繡二重唱、張魁、永邦、陳思涵+陳建寧
- 第九集：張玉霞、小馬、鄭進一、林隆璇、高蕾雅、梁一貞
- 第十集：洪便當、傅薇、陳思安、梁文音、劉明湘+袁惟仁、閻韋伶
- 第十一集：孫協志、黃國倫、金智娟、李崗霖、楊培安、鄭心慈
- 第十二集：施文彬、戴愛玲、楊培安、金智娟、趙之璧、潘裕文
- 第十三集：李愛綺、南方二重唱、吳亦帆、黃靖倫、蔡旻佑、李玟
- 第十四集：陽帆、葉瑋庭、周定緯、蔡旻佑、李婭莎、陶喆
- 第十五集：阿吉仔、阿BEN、蔡閨、Lara、金池、光良
- 第十六集：眭澔平、方季韋、胡夏、金池、宇倫+丁曉雯、荒山亮
- 第十七集：黃國倫、民雄、黃韻玲+王彙筑、汪蘇瀧、路嘉欣
- 第十八集：徐懷鈺、吳申梅、黃明志、同恩、盧學叡
- 第十九集：江志豐、李麗芬、賀一航、張祖誠、李婭莎
- 第二十集：傅薇、張魁、張祖誠、葛仲珊、昊恩
- 第二十一集：欣韻二重唱、范逸臣、邱皓翔、于冠華、張祖誠
- 第二十二集：方順吉、高蕾雅、邱皓翔、曾昱嘉、張祖誠
- 第二十三集：卓義峯、紀乃菡、利得彙、鄧養天、阮丹青
- 第二十四集：張龍、歐得洋、梁一貞、段旭明、伍浩哲、謝俊奇
- 第二十五集：梅東生、黃中原、官靈芝、方寧、黃靖倫、彭佳慧
- 第二十六集：曹西平、張瀞云、黃中原、巫啟賢、王俊傑、Lara
- 第二十七集：林良歡、陽帆、葉秉桓、鄭心慈、吉巴奈&卓義峰
- 第二十八集：鄭心慈、葉瑋庭、陳威全、符瓊音、劉明湘
- 第二十九集：洪便當、馬瑩姍、林仲一、曾維梃、蘇佩莉、吳鑑庭
- 第三十集：謝宜君、周蕙、于立成、倪安東、方宥心
- 第三十一集：吳申梅、阿吉仔、林芯儀、張智成、劉思涵
- 第三十二集：方順吉、許志豪、吳亦帆、楊蒨時、陳思安
- 第三十三集：曾治豪、欣韻二重唱、邵大倫、蕭閎仁、昊恩
- 第三十四集：民雄、蔣卓嘉+林凡、曾治豪、卓義峯、段旭明
- 第三十五集：謝俊奇、徐哲緯、趙詠華、葉秉桓、楊程鈞
- 第三十六集：邵大倫、陳隨意、張克帆、傅薇、鄭博夫
- 第三十七集：黎沸揮、黃美珍、張秀卿、朱海君、曹軒賓
- 第三十八集：林宇中、安伯政、黃鐙輝、阿爆、臧一人
- 第三十九集：張涵雅、許志豪、小鐘、黎卉淇、簡語卉
- 第四十集：張又天、吳亦帆、小馬、吳佩珊、丁衣凡
- 第四十一集：羅文裕、葉勝欽、張棋惠&黃冠龍、紀乃菡、林鴻鳴
- 第四十二集：北原山貓、芭比、王中皇、王雅婷、林雨宣
- 第四十三集：符瓊音、李婭莎、黃莉、蘇振華、昊恩
- 第四十四集：秀蘭瑪雅、于立成、陳志強、八三夭、鄧養天
- 第四十五集：Juby、賴淞鳳、陳致遠、曾治豪、江惠儀
- 第四十六集：向蕙玲、澎恰恰、賴淞鳳、卓義峯、吳俊宏
- 第四十七集：洪便當、鄭進一、鄭心慈、黃中原、昊恩
- 第四十八集：鄭進一、洪便當、鄭心慈、黃中原、昊恩
- 第四十九集：鄭進一、洪便當、徐哲緯、卓義峯、黃中原
- 第五十集：鄭進一、符瓊音、張心傑、卓義峯、黃中原
- 第五十一集：鄭進一、卓義峯、符瓊音、張心傑、黃中原
- 第五十二集：鄭進一、卓義峯、黃中原、符瓊音、張心傑
- 第五十七集：民雄、吳亦帆、張心傑
- 第五十九集：楊哲、陳隨意、黃文星、吳申梅、賴銘偉

## 分隊對抗

### 鄭進一隊
- 第五十三集：吳申梅、張涵雅、符瓊音、貝兒
- 第五十四集：吳申梅、暉倪、吳亦帆、楊哲

### 黃中原隊
- 第五十三集：民雄、張心傑、卓義峯、曾治豪
- 第五十四集：民雄、張心傑、卓義峯、安伯政

### 康康隊
- 第五十五集：黃中原、符瓊音、吳申梅、卓義峯
- 第五十六集：黃中原、吳申梅、符瓊音、卓義峯

### 黃嘉千隊
- 第五十五集：鄭進一、秀蘭瑪雅、亦帆、張心傑
- 第五十六集：鄭進一、秀蘭瑪雅、亦帆、張心傑

## 關主爭霸賽
- 第五十七集：
  - 薛珮潔 vs 鄭心慈（新生代！！超實力唱將）　　　　　　　
  - 楊哲 vs 梅東生（超級像像像！！頂尖模王大對決）

## 闖關過六關挑戰者
- 紀乃菡
- 粟紹洋
- 石鳳凱
- 鄭進一
- 黃中原

## 收視率列表
2013年
| 播出日期       | 週數 | 收視平均 | 排名 | 備註 |
| -------------- | ---- | -------- | ---- | ---- |
| 2013年3月30日  | 1    | 1.68     | 5    |      |
| 2013年4月6日   | 2    | 1.34     | 5    |      |
| 2013年4月13日  | 3    | 1.54     | 5    |      |
| 2013年4月20日  | 4    | 1.60     | 4    |      |
| 2013年4月27日  | 5    | 2.04     | 3    |      |
| 2013年5月4日   | 6    | 2.36     | 4    |      |
| 2013年5月11日  | 7    | 2.12     | 4    |      |
| 2013年5月18日  | 8    | 1.98     | 5    |      |
| 2013年5月25日  | 9    | 1.88     | 4    |      |
| 2013年6月1日   | 10   | 2.18     | 3    |      |
| 2013年6月8日   | 11   | 1.96     | 2    |      |
| 2013年6月15日  | 12   | 1.91     | 4    |      |
| 2013年6月22日  | 13   | 1.60     | 5    |      |
| 2013年6月29日  | 14   | 1.95     | 4    |      |
| 2013年7月6日   | 15   | 1.28     | 5    |      |
| 2013年7月13日  | 16   | 1.50     | 5    |      |
| 2013年7月20日  | 17   | 1.50     | 5    |      |
| 2013年7月27日  | 18   | 1.57     | 5    |      |
| 2013年8月3日   | 19   | 1.19     | 5    |      |
| 2013年8月10日  | 20   | 1.28     | 5    |      |
| 2013年8月17日  | 21   | 1.67     | 5    |      |
| 2013年8月24日  | 22   | 1.69     | 2    |      |
| 2013年8月31日  | 23   | 1.41     | 5    |      |
| 2013年9月7日   | 24   | 1.36     | 5    |      |
| 2013年9月14日  | 25   | 1.21     | 5    |      |
| 2013年9月21日  | 26   | 1.33     | 5    |      |
| 2013年9月28日  | 27   | 1.55     | 4    |      |
| 2013年10月5日  | 28   | 1.17     | 5    |      |
| 2013年10月12日 | 29   | 1.16     | 5    |      |
| 2013年10月19日 | 30   | 1.06     | 6    |      |
| 2013年10月26日 | 31   | 1.03     | 6    |      |
| 2013年11月2日  | 32   | 1.22     | 5    |      |
| 2013年11月9日  | 33   | 1.13     | 5    |      |
| 2013年11月16日 | 34   | 0.99     | 6    |      |
| 2013年11月23日 | 35   | 0.62     | 4    |      |
| 2013年11月30日 | 36   | 1.14     | 5    |      |
| 2013年12月7日  | 37   | 1.03     | 5    |      |
| 2013年12月14日 | 38   | 1.12     | 5    |      |
| 2013年12月21日 | 39   | 1.02     | 5    |      |
| 2013年12月28日 | 40   | 0.91     | 6    |      |
| 2014年1月4日   | 41   | 1.03     | 6    |      |
| 2014年1月11日  | 42   | 1.00     | 6    |      |
| 2014年1月18日  | 43   | 0.86     | 6    |      |
| 2014年1月25日  | 44   | 0.79     | 6    |      |
| 2014年2月8日   | 45   | 0.85     | 7    |      |
| 2014年2月15日  | 46   | 0.80     | 6    |      |
| 2014年2月22日  | 47   | 1.02     | 6    |      |
| 2014年3月1日   | 48   | 1.07     | 6    |      |
| 2014年3月8日   | 49   | 1.00     | 6    |      |
| 2014年3月15日  | 50   | 1.01     | 6    |      |
| 2014年3月22日  | 51   | 1.08     | 5    |      |
| 2014年3月29日  | 52   | 1.26     | 5    |      |
| 2014年4月5日   | 53   | 1.06     | 5    |      |
| 2014年4月12日  | 54   | 0.92     | 6    |      |
| 2014年4月19日  | 55   | 0.84     | 7    |      |
| 2014年4月26日  | 56   | 0.76     | 6    |      |
| 2014年5月3日   | 57   | 0.81     | 6    |      |
| 2014年5月10日  | 58   | 0.92     | 6    |      |
| 2014年5月17日  | 59   | 1.02     | 6    |      |
| 2014年5月24日  | 60   | 0.89     | 6    |      |

- 同時段綜藝節目：台視《超級接班人》、華視《天才衝衝衝》、民視《 三星報囍》
- 資料來源：中時娛樂

## 外部連結
- 中視超級歌喉讚官網 （页面存档备份，存于）

## 節目的變遷
| 中視主頻 星期六22:15-24:15               | 中視主頻 星期六22:15-24:15                 | 中視主頻 星期六22:15-24:15 |
| ---------------------------------------- | ------------------------------------------ | -------------------------- |
|                                          | 超級歌喉讚 （2013年3月30日-2014年5月24日） |                            |
| 達人總動員 (2012年8月25日-2013年3月23日) | 來自星星的你 (2014年5月31日-2014年7月12日) |                            |